# Manhattan Railway

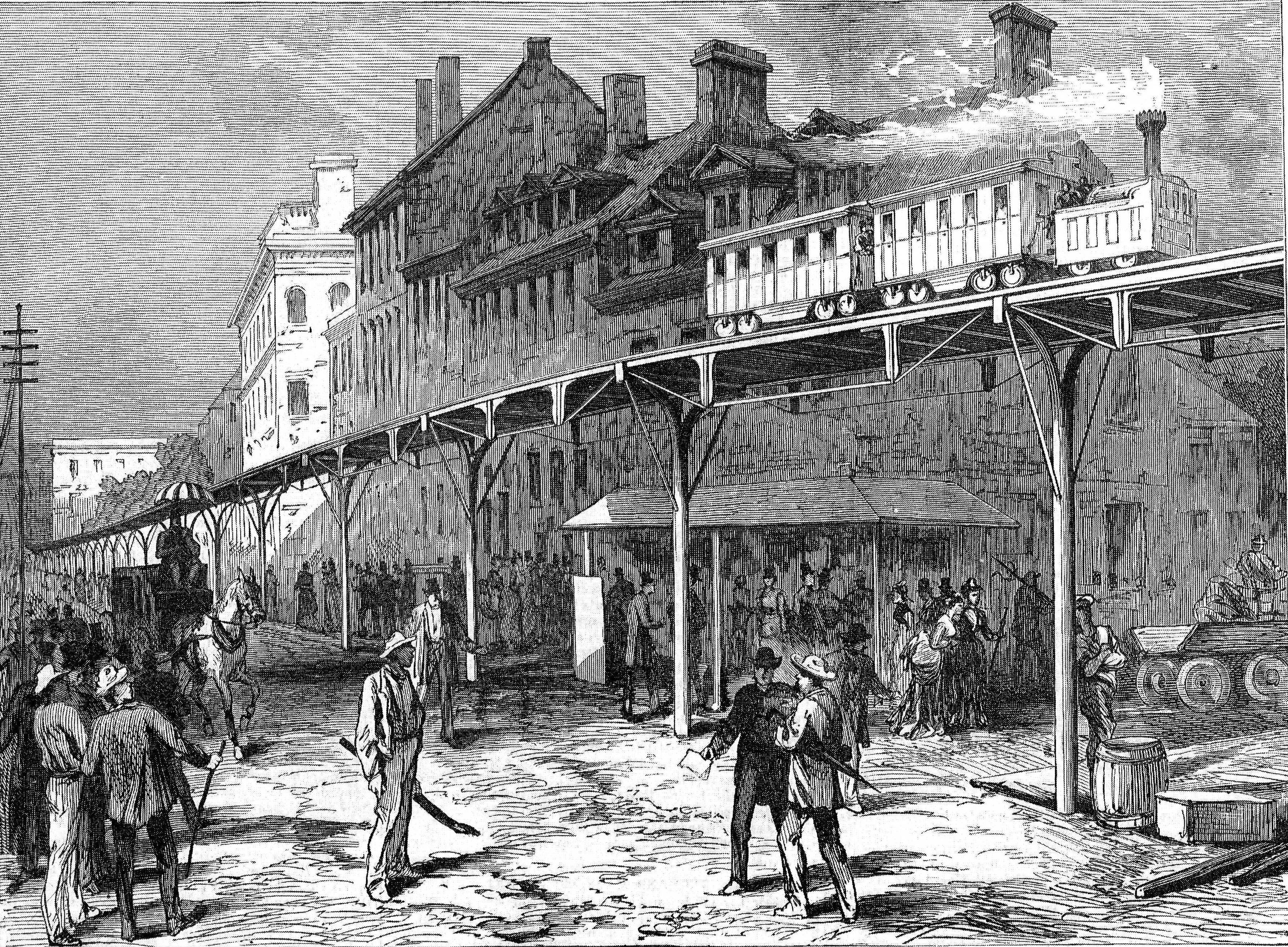
Une gravure de 1876 représentant une ligne ferroviaire à New York.

Le Manhattan Railway était un ensemble de lignes ferroviaires aériennes qui desservaient les arrondissements de Manhattan et du Bronx, à New York entre la fin des années 1860 et les années 1950 (même si les dernières sections furent démantelées en 1973). Le réseau se composait de quatre lignes distinctes, la Second Avenue Line, la Third Avenue Line, la Sixth Avenue Line et la Ninth Avenue Line, et était contrôlé par la Manhattan Railway Company. Le Manhattan Railway fut mis en place plusieurs décennies avant que l'Interborough Rapid Transit Company (ou IRT) ne construise les premières lignes souterraines du métro de New York entre 1900 et 1904. Cependant, le 1er avril 1903, soit un an et demi avant l'inauguration de sa première ligne souterraine, l'IRT prit à bail le contrôle du Manhattan Railway, acquérant de fait un monopole sur le transport métropolitain à Manhattan.

## Histoire
Initialement, deux entreprises distinctes contrôlaient et exploitaient les voies aériennes à Manhattan: le New York Elevated Railroad (Third et Ninth Avenues) et la Metropolitan Elevated Railway (Sixth Avenue, et le projet de la Second Avenue). Le 29 décembre 1875, une nouvelle entité baptisée Manhattan Railway Company fut créée. Elle prit le contrôle à bail des deux entreprises le 20 mai 1879. Le 4 juin 1891, la Manhattan Railway Company prit également le contrôle de la Suburban Rapid Transit Company, qui opérait la section de la Third Avenue Line située dans le Bronx.
Après plus de soixante années de fonctionnement, sous le contrôle de plusieurs juridictions et entreprises (et principalement l'IRT), les lignes aériennes furent progressivement démantelées entre 1938 et 1973, alors que les lignes souterraines se multipliaient:
- La Sixth Avenue Line fut fermée en 1938[6]
- La section de la Ninth Avenue Line située au sud de la 155e rue fut fermée en 1940, tandis que la section située au nord de cette station fut utilisée comme navette vers le Bronx sous le nom de "Polo Grounds Shuttle" (« Navette des terrains de polo ») jusqu'en 1958.
- Les derniers tronçons de la Second Avenue Line furent fermés en 1942[7]
- Les dessertes dans la section de la Third Avenue Line située à Manhattan furent progressivement supprimées entre le début des années 1950 et 1955, tandis que la partie de la ligne située dans le Bronx fut fermée en 1973.